# Matraville-Raffinerie
Die Matraville-Raffinerie war eine australische Erdölraffinerie in Matraville, einem Vorort von Sydney.

## Geographie

### Lage
Das dreieckige Raffineriegelände befindet sich südlich des Stadtzentrums von Sydney am Port Botany in der Botany Bay.
Südlich des Geländes befindet sich der Friedhof Eastern Suburbs Memorial Park.

## Geschichte
Die Matraville-Raffinerie ging im März 1947 als erste australische Erdölraffinerie, welche auch Bitumen herstellte, in Betrieb. Betrieben wurde sie von der Bitumen and Oil Refineries Ltd von David Craig, an welcher die Caltex mit 40 % beteiligt war. Später wurde aus der Bitumen and Oil Refineries Ltd die Boral, welche heute noch im Baustoffsektor aktiv ist. Am 30. Dezember 1956 wurden drei Arbeiter bei der Explosion eines Prozessofens verletzt und mussten mit Verbrennungen ins Prince Henry Hospital eingeliefert werden.
1968 verkaufte die Boral 50 % der Raffinerie an den französischen Total-Konzern, dieser übernahm im Januar 1972 auch den restlichen Anteil von Boral. Bereits 1974 erwog Total die Raffinerie aufgrund der kleinen und veralteten Prozessanlagen zum 31. Dezember 1974 stillzulegen, verwarf es jedoch später.
Total verkaufte die Raffinerie im Paket mit seinen Tankstellen 1983 an die Ampol.
Im ersten Halbjahr 1985 wurde die Raffinerie stillgelegt. Der Abriss der Prozessanlagen erfolgte 1988, heute befinden sich auf dem Gelände verschiedene Gewerbebetriebe.